# Boys Don't Cry (roman)
Pour les articles homonymes, voir Boys Don't Cry.
Boys Don't Cry (titre original : Boys Don't Cry) est un roman pour adolescents écrit par Malorie Blackman et paru en 2010.

## Résumé
L'histoire commence avec Dante, 17 ans, qui attend seul dans la maison, impatiemment ses résultats de ses examens. Lorsque la porte sonne, Dante pense que le facteur est arrivé, mais c'est Mélanie, une ex-copine avec qui il a eu une aventure, mais elle n'est pas venue seule. Elle a en effet avec elle un bébé dont elle prétend être la mère et Dante le père. Cela remonterait à leur aventure lors d'une soirée un peu trop arrosée.
Dante est alors paniqué d'être père à son âge. Mélanie demande donc à Dante de garder Emma, le bébé, le temps qu'elle fasse quelques courses. Dante l'attend donc pendant trente minutes et reçoit un appel de Mélanie, qui lui dit qu'elle ne reviendra pas parce qu'elle n'en peut plus.
Dante vit alors une véritable crise, et son avenir semble s'effondrer à cause du bébé. Il n'est pas sûr de ce que dit Mélanie sur Emma et décide donc de placer tout ses économies dans un test de paternité, qui révèle qu'il est en effet le père d'Emma.
Se demandant ce qu'il va faire avec le bébé, il se renseigne pour la faire adopter mais apprend qu'il faut l'approbation de la mère. Ne sachant pas où est Mélanie, il doit garder Emma avec lui et assumer son rôle de père. Graduellement, Dante finit par s'attacher à Emma.